# NGC 5097
NGC 5097 é uma galáxia  na direção da constelação de Virgo. O objeto foi descoberto pelo astrônomo Lewis Swift em 1886, usando um telescópio refrator com abertura de 16 polegadas. Devido a sua moderada magnitude aparente (+14,6), é visível apenas com telescópios amadores ou com equipamentos superiores.